# Raymond Grasset
Pour les articles homonymes, voir Grasset.
Jacques-Baptiste-François-Raymond Grasset, né le 10 janvier 1892 à Riom (Puy-de-Dôme), mort à Clermont-Ferrand le 8 février 1968, est un médecin et un homme politique français.

## Biographie
Fils d'Edmond Marius Grasset et de Marie Jeanne Antoinette Rebourg, Raymond Grasset suit des études de médecine et soutient sa thèse à la faculté de Paris le 6 juin 1914 avec la mention« très bien ».
Incorporé au 105e régiment d'infanterie le 13 août 1914, il se porte volontaire aux armées et sert en qualité de médecin auxiliaire puis de médecin aide major de 2e classe à titre temporaire (6 mai 1915) au 3e bataillon du 105e RI du 23 août 1914 au 23 mars 1916. Ce jour-là, il est blessé par un éclat d'obus au crâne et à la face, au poste de secours du bois d'Esnes, durant la bataille de Verdun. Réformé pour blessure de guerre, à cause de l'énucléation de son œil droit et d'une trépanation, il est nommé médecin aide major de 1re classe le 16 mai 1917 et maintenu dans les cadres ; il fait ensuite deux ans de réserve,.
De retour dans le civil, il devient médecin traitant à l'hôpital auxiliaire no 1 de la Croix-Rouge à Clermont-Ferrand et chef d'un service de médecine générale à l'Hôtel-Dieu à titre bénévole pendant dix-huit mois, avant de devenir chef de clinique à l'école de médecine de Clermont-Ferrand en octobre 1919. Il occupe également le poste de médecin-chef du Préventorium départemental « Les roches fleuries ».
Engagé dans le mouvement ancien combattant, il fonde en septembre 1919 la maison du mutilé à Clermont-Ferrand, où il assure des expertises et des consultations médicales, et préside la Fédération départementale des mutilés de guerre du Puy-de-Dôme de juillet 1919 à 1940 et l'Amicale des anciens du 105e RI. Par ailleurs, il est élu vice-président de l'UF en 1924. Il est également premier vice-président de l'Office départemental des pupilles de la Nation, président de la sous-commission médicale, premier vice-président de l'Office départemental des mutilés du Puy-de-Dôme, membre pendant quatre ans de l'Office national des mutilés, président de la Fédération des syndicats médicaux du Puy-de-Dôme en 1928 et du syndicat médical de Clermont-Ferrand-Riom. Enfin, il anime la construction, entre juillet 1929 et septembre 1932, du sanatorium d'Enval, dont la création a été décidée par le Conseil général du Puy-de-Dôme, présidé par Étienne Clémentel, en 1927,.
Par ailleurs, il devient une figure du Parti républicain, radical et radical-socialiste. Élu en 1926 Conseiller général dans le canton de Riom-Ouest et secrétaire du conseil général, il est d'abord un proche d'Étienne Clémentel, avant de se lier à Pierre Laval.
Le 15 octobre 1940, il devient président de la Légion française des combattants du Puy-de-Dôme avant d'être remplacé par Gilbert Sardier. Le même mois, il publie dans La Montagne un appel au mouvement combattant où s'exprime son maréchalisme :

« Le Chef de l'État attend que vous donniez à la France la fierté de renaître de la défaite. C'est de vous qu'il espère le renouveau de la conscience nationale qui se lèvera comme une aurore au terme d'une effroyable nuit.
C'est à vous, qui avez porté sur les champs de bataille votre jeunesse et tous les espoirs de la vie, qu'il demande une nouvelle fois le courage, la volonté, la passion du bien public.
Combattants de la vieille Marne et de Verdun, voulez-vous, avec Pétain, refaire la France, en lui rendant son âme? »

Il devient également président du syndicat des médecins du Puy-de-Dôme.
Lors du retour au pouvoir de Pierre Laval, il succède, le 18 avril 1942, à Serge Huard comme secrétaire d’État à la Famille et à la Santé dans le gouvernement Laval, puis, le 16 mars 1944, devient ministre de la Santé publique, poste qu'il occupe jusqu'au 19 août et où il défend une politique de natalité, très sévère à l'égard de l'avortement. De même, la situation des hôpitaux psychiatriques se dégrade, sous son ministère. Devant cet état de fait, Max Bonnafous obtient en décembre 1942 une augmentation des denrées contingentées pour l'alimentation des malades mentaux, pour endiguer la surmortalité, liée à la sous-alimentation. Devant la situation déplorable des hôpitaux psychiatriques d'Auxerre et d'Albi, il écrit à Laval, en 1944 : « Il s'agit d'éviter à tout prix la situation désespérée qui désormais demeure la seule à envisager : l'ouverture des portes et la libération pure et simple des aliénés valides, ainsi que l'hospitalisation des aliénés alités dans les services de médecine, de chirurgie ou de vieillards d'un quelconque hôpital qui aurait encore des lits vacants, ».
Il devient également, en 1942, président du Conseil départemental du Puy-de-Dôme, qui remplace la Commission administrative, présidée par François Albert-Buisson.
Le 4 juin 1942, les Groupes francs attaquent son domicile,.
Le soir du 17 août 1944, après une ultime séance du gouvernement Laval, à l'hôtel de Matignon, au cours duquel les six ministres présents s'opposent à la décision allemande de l'installer, au besoin par la force, à Belfort, il parvient à échapper à la vigilance des Allemands ; tous les autres quittent Paris dans la nuit avec une forte escorte de SS. Il est ainsi le seul ministre du gouvernement Laval à ne pas avoir été emmené en Allemagne.
À la Libération, il se cache un temps chez sa cousine germaine Odette Veil née Boulhol à Versailles. Jugé pour « atteintes à la sûreté de l'État » par la Haute Cour de justice en décembre 1947, il parvient à se prévaloir d'actes de résistance et obtient un non-lieu le 18 décembre,.

## Œuvres
- Trépanés, Gazés, Paludéens. Étude clinique et médico-légale en vue de l'expertise (les trépanés par le docteur Raymond Grasset, les Gazés par le docteur de Medevieille, les Paludéens par le docteur Marc Mazières), Angers, Union fédérale des associations françaises de mutilés, réformés blessés et anciens combattants de la Grande Guerre et de leurs veuves, orphelins et ascendants, Imprimerie du commerce, 1923. In-8, 71 p.
- Légion française des combattants. Assemblée générale constitutive de la Légion du Puy-de-Dôme, à Clermont-Ferrand, le 3 novembre 1940. La Légion, son chef, son esprit, son action, Clermont-Ferrand, Maison du mutilé (imprimerie de Mont-Louis), 1940, 16 p.
- Instructions à propos de la lutte anti-tuberculeuse, Secrétariat d'État à la Santé et à la Famille-Direction de la santé, 1943.
- Au service de la médecine, chronique de la santé publique durant les saisons amères, 1942-1944 (lettre-préface de Georges Duhamel), Clermont-Ferrand, Imprimerie de G. de Bussac, 1956, 96 p.

## Décorations
- Commandeur de la Légion d'honneur
  - Chevalier de la Légion d'honneur par décret du 27 mai 1916, officier par décret du 19 janvier 1922, commandeur par décret du 27 janvier 1934[2].
- Croix de guerre 1914–1918, étoile de bronze et deux citations
- Titulaire de la Francisque gallique (no 326).